# Уто (княжество)
Уто-хан (яп. 宇土藩  уто-хан) — феодальное княжество (хан) в Японии периода Эдо (1646—1870), в провинции Хиго региона Кюсю. Дочерний хан Кумамото-хана (熊本藩).

## Краткая информация
Административный центр: городок Уто в уезде Уто (современный город Уто, префектура Кумамото).
Уто-хан был образован в 1646 году и управлялся родом Хосокава, который принадлежал к тодзама-даймё и имел статус правителя лагеря (陣屋). Главы рода имели право присутствовать в ивовом зале сёгунов.
Уто-хан был ликвидирован в 1870 году.
Доход хана — 30 000 коку риса

## Правители
| №  | Имя               | Имя         | Годы      | Ранг, титул            | Примечания                    |
| -- | ----------------- | ----------- | --------- | ---------------------- | ----------------------------- |
| 1  | Хосокава Юкитака  | 细 川 行 孝 | 1646—1690 | 従五位下丹后守         | Сын Хосокавы Тацутаки         |
| 2  | Хосокава Аритака  | 细 川 有 孝 | 1690—1703 | 従 五位 下 和 泉 守    | Третий сын Хосокавы Юкитаки   |
| 3  | Хосокава Окинари  | 细 川 兴 生 | 1703—1735 | 従 五位 下 山城 守     | Старший сын Хосокавы Аритаки  |
| 4  | Хосокава Окисато  | 细 川 兴 里 | 1735—1745 | 従 五位 下 大 和 守    | Старший сын Хосокавы Окинари  |
| 5  | Хосокава Окинори  | 细 川 兴 文 | 1745—1772 | 従 五位 下 中 务 少 辅 | Третий сын Хосокавы Окинари   |
| 6  | Хосокава Тацухиро | 细 川 立 礼 | 1772—1787 | 従 五位 下 和 泉 守    | Второй сын Хосокавы Окинори   |
| 7  | Хосокава Тацуюки  | 细 川 立 之 | 1787—1818 | 従 五位 下 和 泉 守    | Старший сын Хосокавы Тацухиро |
| 8  | Хосокава Тацумаса | 细 川 立 政 | 1818—1826 | 従 五位 下 中 务 少 辅 | Старший сын Хосокавы Тацуюки  |
| 9  | Хосокава Юкико    | 细 川 行 芬 | 1826—1851 | 従 五位 下 豊 前 守    | Второй сын Хосокавы Тацуюки   |
| 10 | Хосокава Тацунори | 细 川 立 则 | 1851—1862 | 従 五位 下 山城 守     | Второй сын Хосокавы Юкико     |
| 11 | Хосокава Юкидзанэ | 细 川 立 真 | 1862—1870 | 従 五位 下 豊 前 守    | Пятый сын Хосокавы Юкико      |